# Andreas Pfiffner
Andreas Pfiffner (* 30. Mai 1977 in Zug) ist ein Schweizer Filmemacher.

## Leben
Bis 1996 besuchte er die Rudolf-Steiner-Schule in Bern und studierte im Anschluss an der Hochschule der Künste Bern, wo er 2001 das Rhythmik-Diplom und 2005 das Diplom in Musik und Medienkunst erwarb.
Gemeinsam mit seinem Partner Simon Baumann hat er mehrere, mit diversen Preisen ausgezeichnete, häufig satirische Dokumentarfilme realisiert. Parallel dazu arbeitet er seit Längerem mit dem Regisseur und Choreografen Cisco Aznar zusammen und produziert Filme für dessen Operninszenierungen, u. a. in Stockholm, Dijon oder la Coruña.

## Filmografie
- 2005: meeting on the 2nd floor (Dokumentarfilm)
- 2007: Zugzwang (Kurzspielfilm)
- 2007: Hope Music (TV-Dokumentarfilm/Web-Doku)
- 2009: Emozioniere (Kurzdokumentarfilm)
- 2012: Image Problem (Kinodokumentarfilm)
- 2013: Kamera für Zum Beispiel Suberg (Kinodokumentarfilm)
- 2014: Le Sacre de Cisco Aznar (Dokumentarfilm)

## Auszeichnungen
- 2009: Nachwuchsförderpreis des Kantons Bern
- 2010: Kurzfilmpreis des Brecht Festivals (Augsburg)
- 2010: Sonderpreis der Jury des 20 MIN/MAX Kurzfilmfestival (Ingolstadt)
- 2010: Lago Film Fest (Italien): INTERNATIONAL SPECIAL MENTION
- 2012: Junior Jury Award - Special Mention für Image Problem am Locarno Film Festival